# 吳望伋
吳望伋（1905年10月16日—1992年6月28日）。浙江省東陽縣南節孝門人。民國37年（1948年）在農會東區當選第一屆立法委員。

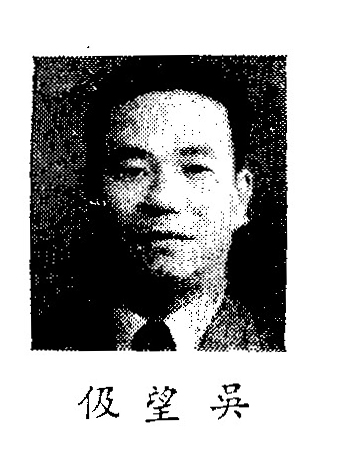
制憲國大代表

## 生平[1][2]
- 政治大學畢業
- 革命實踐研究院聯合作戰班結業
- 黃埔軍校軍官隊黨委
- 寧波市黨部常務委員
- 正報社長
- 浙江省黨部執委、書記長
- 中國國民黨全代會代表
- 中央農工委員
- 浙豫二省同中將禁煙特派員
- 浙江省參議員
- 新聞記者公會、省農會理事長
- 國民參政員
- 制憲國大代表
- 立法委員
- 內政委員會召集委員
- 文化學院世新專校教授
- 中華民國民意測驗協會理事長
- 世盟亞盟中國總會常務理事
- 臺灣區觀光協會常務監察人